# كاميرون آدمز
كاميرون آدمز (بالإنجليزية: CJ Adams)‏ ممثل أمريكي ولد في 6 أبريل 2000 في رود آيلاند، الولايات المتحدة. بدأ مشواره الفني عام 2007 .

## روابط خارجية
- كاميرون آدمز على موقع IMDb (الإنجليزية)
- كاميرون آدمز على موقع ألو سيني (الفرنسية)
- كاميرون آدمز على موقع أول موفي (الإنجليزية)
- كاميرون آدمز على موقع قاعدة بيانات الفيلم (الإنجليزية)
- كاميرون آدمز على موقع كينوبويسك (الروسية)